# Grigori Perelman
Pour les articles homonymes, voir Perelman.
Grigori Iakovlevitch Perelman (en russe : Григорий Яковлевич Перельман ) est un mathématicien russe né le 13 juin 1966 à Léningrad. Il a travaillé sur le flot de Ricci, ce qui l'a conduit à établir en 2002 une démonstration de la conjecture de Poincaré du programme de Hamilton, un des problèmes fondamentaux des mathématiques contemporaines. Son approche lui permit également de démontrer en 2003 la conjecture de géométrisation de Thurston, formulée en 1976, dont la portée est plus générale que la conjecture de Poincaré.
La conjecture de Poincaré, formulée par le mathématicien français Henri Poincaré en 1904, est l'un des problèmes les plus célèbres des mathématiques. Elle concerne la topologie des sphères tridimensionnelles et affirme essentiellement que toute 'forme' tridimensionnelle fermée et sans trou est équivalente à une sphère. La preuve de Perelman a résolu ce problème centenaire, marquant une avancée majeure en mathématiques et en compréhension de la forme de l'univers.
Ancien chercheur à l'Institut de mathématiques Steklov de Saint-Pétersbourg, Grigori Perelman, par sa personnalité particulièrement discrète, a contribué à alimenter les débats sur ses travaux, qu'il a présentés à l'occasion d'une série de conférences données aux États-Unis en 2003.
Sa démonstration de la conjecture de Poincaré a été officiellement reconnue par la communauté mathématique, qui lui a décerné la médaille Fields le 22 août 2006 lors du Congrès international des mathématiciens, et par l'Institut de mathématiques Clay, qui lui a décerné le prix du millénaire le 18 mars 2010.
Perelman a refusé la médaille Fields,, et le prix Clay. Il avait déjà refusé le prix de la Société mathématique européenne en 1996.

## Biographie
Grigori Perelman naît de parents juifs, son père Yakov étant ingénieur électricien, sa mère Lyubov, professeure de mathématiques. Lyubov renonce à des études supérieures en mathématiques pour l'élever. Enfant précoce et solitaire refusant les règles et les conventions, son comportement évoque dès cette époque le syndrome d'Asperger.
Il suit les cours de l'École secondaire no 239 de Léningrad, un lycée réputé internationalement pour sa grande sélectivité et son programme extrêmement ambitieux d'apprentissage des mathématiques et de la physique théorique. Il y reçoit en 1982 la médaille d'or avec un score parfait aux Olympiades internationales de mathématiques (42 points sur 42 possibles).

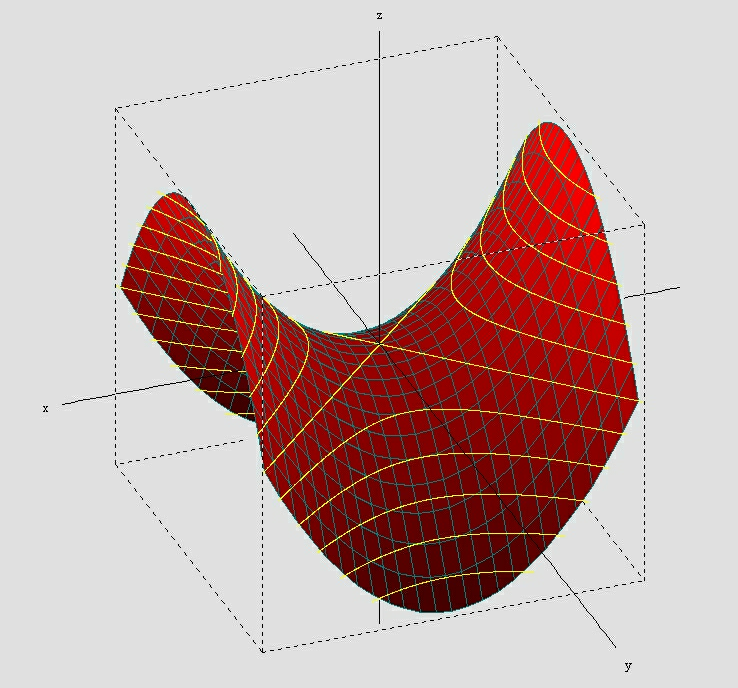
Paraboloïde hyperbolique.

De 1982 à 1987, il étudie à l'université de Léningrad d'où il sort diplômé avec mention d'excellence. Il entre comme doctorant à l'Institut de mathématiques Steklov et y soutient sa thèse en novembre 1990. Ses recherches portent sur les surfaces en selle de cheval dans des espaces euclidiens.
Perelman travaille avec Alexandre Alexandrov et Youri Burago, puis collabore avec diverses universités de l'Union soviétique avant de revenir à l'Institut Steklov. Ses travaux sur la théorie des espaces d'Alexandrov à courbure minorée donnent un éclairage nouveau et quasi définitif sur les conditions de régularité minimale pour certains résultats de géométrie riemannienne : ils lui valent une réputation internationale et une distinction de la Société mathématique européenne, qu'il refuse.
En 1992, il rejoint l'Institut Courant à New York et l'université d'État de New York à Stony Brook, puis l'université de Californie à Berkeley pendant deux ans entre 1993 et 1995. Malgré des propositions d'emploi de prestigieuses universités américaines telles que Princeton ou Stanford, il décide de retourner à Saint-Pétersbourg à l'été 1995, puis disparaît quasi complètement du milieu académique, ne publiant plus d'articles pendant près de sept ans.
Le 11 novembre 2002, Perelman publie sur la base arXiv un court article de 39 pages. Cette façon de faire est complètement inhabituelle, car il ne passe pas par une revue traditionnelle avec comité de lecture. Il jette ainsi les bases de la démonstration de la conjecture de Poincaré qu'il complète en publiant deux autres articles par la même voie. Il faudra six mois aux membres des équipes internationales chargées d'examiner les résultats pour comprendre le raisonnement de Perelman dans son document, et quatre ans de vérifications au total pour qu'on reconnaisse définitivement qu'il a résolu le mystère de la conjecture. 
En 2003, il sort enfin du silence en donnant plusieurs conférences aux États-Unis sur le sujet.
En décembre 2005, il quitte l'Institut Steklov, où il travaillait depuis plus de quinze ans, et annonce son retrait du monde des mathématiques. Le 22 août 2006, lors de la remise de la médaille Fields à Madrid, il ne se présente pas, comme il l'avait fait savoir deux mois avant.
Depuis, Grigori Perelman fuit les médias et vit reclus avec sa mère dans un logement du quartier populaire de Kouptchino à Saint-Pétersbourg, dénué de tout confort selon les voisins. Il semble avoir abandonné toute recherche en mathématiques. Il a déclaré qu'il « n'avait besoin de rien » à travers sa porte fermée à des journalistes venus lui demander un entretien. Il répondit à l'un d'entre eux qui l'avait joint sur son téléphone portable : « Vous me dérangez. Je ramasse des champignons. »
Il explique après son refus du prix et de la récompense d'un million de dollars : 
« Je n'apprécie pas leur décision, je l'estime injuste. J'estime que la contribution du mathématicien américain Hamilton à la résolution du problème n'est pas moindre que la mienne. »
En avril 2011, Perelman accorde cependant un entretien publié dans le quotidien russe Komsomolskaïa Pravda : il y confie avoir cherché à s'« entraîner le cerveau » depuis son enfance avec des problèmes « difficiles à résoudre », par exemple : « Vous vous souvenez de la légende biblique sur Jésus-Christ qui marchait sur l'eau. Je devais calculer la vitesse avec laquelle il marchait pour ne pas tomber dedans ».
Concernant son refus du prix, il explique au journal Komsomolskaïa Pravda le 29 avril 2011 :
« Pourquoi ai-je mis tant d'années pour résoudre la conjecture de Poincaré ? J'ai appris à détecter les vides. Avec mes collègues, nous étudions les mécanismes visant à combler les vides sociaux et économiques. Les vides sont partout. On peut les détecter et cela donne beaucoup de possibilités… Je sais comment diriger l'Univers. Dites-moi alors, à quoi bon courir après un million de dollars ? »
Mais cette affirmation du quotidien est controversée, plusieurs journalistes,, niant l'authenticité de cette interview du fait des contradictions relevées dans l'interview.
En 2014, plusieurs journaux russes avancent que Perelman aurait déménagé en Suède (où vit sa sœur) pour travailler dans une entreprise privée dans le secteur des nanotechnologies. Cependant, peu de temps après, il est aperçu dans sa ville natale, Saint-Pétersbourg.

## Distinctions et récompenses
En 1996, il refuse le prestigieux prix de la Société mathématique européenne. Il est souvent décrit par ses collègues comme une personne timide, peu loquace, concentrée sur son travail, sans être un total ermite. 
Le 22 août 2006, Perelman devait recevoir la médaille Fields, lors du Congrès international des mathématiciens. C'est la plus haute distinction dans le domaine des mathématiques, décernée tous les quatre ans à deux, trois ou quatre mathématiciens de moins de 40 ans. Il devait être récompensé pour ses contributions en géométrie et ses idées révolutionnaires sur la structure analytique et géométrique du flot de Ricci. Toutefois, Perelman ne s'est pas rendu à la cérémonie et a refusé la distinction.
Perelman devait normalement recevoir également un des prix du millénaire, offerts par l'institut de mathématiques Clay, s'élevant à un million de dollars américains. Toutefois, Perelman n'a pas publié sa preuve dans une revue de recherche avec comité de lecture, comme stipulé dans les règles du prix, même si ses publications électroniques sur l'arXiv ont été très largement relues et des preuves complètes explicitant sa méthode publiées. C'est pourquoi l'institut de mathématiques Clay a changé cette condition et, après quelques années, lui a décerné ce prix le 18 mars 2010. Mais Perelman a aussi refusé ce prix. Il était même absent au colloque officiel consacré à la résolution de la conjecture, colloque qui s'est tenu à l’institut Henri-Poincaré, à Paris, les 8 et 9 juin 2010. Dans une déclaration publiée par l’agence russe Interfax, Grigori Perelman explique qu’il a longuement pesé le pour et le contre mais qu’il trouve les décisions de la communauté mathématique « injustes ». Il estime qu’un chercheur américain, Richard Hamilton, méritait autant que lui une récompense dans la mesure où il s’est servi d’un outil mis au point par Hamilton pour sa propre démonstration.
L'astéroïde (50033) Perelman porte son nom.